# La Vie mensongère des adultes (série télévisée)
La Vie mensongère des adultes (La vita bugiarda degli adulti) est une mini-série télévisée italienne en six épisodes d'environ 50 minutes créée par Edoardo De Angelis et mise en ligne le 4 janvier 2023 sur Netflix.
Il s'agit d'une adaptation du roman La Vie mensongère des adultes de l'autrice italienne Elena Ferrante, publié en 2019 en Italie.

## Synopsis
Naples, années 1990. Giovanna Trada est une jeune fille née dans une famille aisée de Naples, fille de deux enseignants, Andrea et Nella, qui affronte le passage de l'enfance à l'adolescence en passant par une phase de rébellion. Elle lit beaucoup, est capable et intelligente, mais son équilibre commence à vaciller, ses résultats scolaires baissent et elle prend progressivement l'apparence de sa tante Vittoria, la sœur de son père dont le visage est censuré sur toutes les photos de famille. Giovanna est intriguée par la figure mystérieuse de sa tante, au point de vouloir la rencontrer. Un dimanche, elles se retrouvent dans un quartier mal famé de Naples en compagnie du père de Giovanna et un lien fort se crée entre elles. Vittoria accompagne sa nièce dans un voyage introspectif fait d'amour sentimental et charnel, d'amitiés établies et de problèmes familiaux, jusqu'à la résolution de la recherche de l'identité d'une petite fille qui commence à entrer dans son monde de femme. Giovanna évolue, avec ses problèmes d'adolescente, entre les deux visages de Naples : le « haut » bourgeois, qui s'est donné un beau masque, et le « bas » immodéré et trivial, avec toutes ses caractéristiques, ses contradictions et ses complexités. Giovanna oscille entre le haut et le bas, tantôt plongeant, tantôt grimpant, désorientée par le fait que, en haut ou en bas, la ville semble sans réponse et sans échappatoire.

## Distribution
- Giordana Marengo (VF : Alice Orsat) : Giovanna
- Alessandro Preziosi (VF : Jochen Hägele (en)) : Andrea
- Pina Turco (VF : Claire Morin) : Nella
- Raffaella Rea (it) (VF : Flora Brunier) : Costanza
- Biagio Forestieri (VF : Jean-François Aupied) : Mariano
- Valeria Golino (VF : Béatrice Chéramy) : Vittoria
- Rossella Gamba (VF : Emma Santini) : Angela
- Azzurra Mennella (VF : Bianca Tomassian) : Ida
- Susy Del Giudice (it) (VF : Chantal Baroin) : Margherita
- Giuseppe Brunetti (VF : Fabrice Trojani) : Corrado
- Maria Vera Ratti (VF : Kaïna Blada) : Giuliana
- Gianluca Spagnoli (VF : Léo Dussollier) : Tonino
- Adriano Pantaleo (it) (VF : Jérémy Bardeau) : Rosario
- Giovanni Buselli (it) (VF : Théo Frilet) : Roberto

 Source et légende : version française (VF) sur RS Doublage et les cartons du doublage français à l'issue du générique de fin.

## Production
La série a été tournée dans différentes parties de Naples, entre le centre et la banlieue : la maison de Giordana se trouve dans le Vomero, celle de la tante Vittoria dans la zone industrielle de Gianturco et celle de Vittoria à Poggioreale ; certaines zones pittoresques apparaissent également, comme les falaises de Marechiaro et les treize rampes de Sant'Antonio, ainsi que le Belvédère de Posillipo. D'autres scènes ont été tournées à Milan, où la maison de Roberto se trouve sur les Navigli,.

## Épisodes
1. Beauté (Bellezza)
2. Ressemblance (Somiglianza)
3. Amertume (Amarezza)
4. Solitude (Solitudine)
5. Amour (Amore)
6. Vérité (Verità)

## Accueil critique
Sur le site web Rotten Tomatoes, 100 % des 14 critiques sont positives, avec une note moyenne de 7,8/10. Le consensus du site est : « Adaptée avec le même rythme patient que le roman d'Elena Ferrante, La vie menteuse des adultes est une épopée du passage à l'âge adulte avec une sagesse et une profondeur authentiques ». Selon Metacritic, qui a attribué une note moyenne pondérée de 79 sur 100 sur la base de 7 critiques, la série a « reçu des critiques généralement favorables ». Rebecca Nicholson du Guardian écrit : « Lorsque j'ai lu La vie mensongère des adultes, j'ai pensé qu'il s'agissait d'une histoire très interne et tournée vers l'intérieur, mais cette version lui donne un nouveau souffle, la tourne vers l'extérieur et y ajoute une touche de carburant de fusée ».